# Николай Тимофеев-Ресовский
Николай Владимирович Тимофеев-Ресовский (1900 – 1981) е руски съветски биолог, генетик, работил в областите на изменчивостта, популационната генетика и микроеволюцията.

## Образование
Роден е в Москва през 1900 г. Николай Тимофеев-Ресовский произхожда от духовническия род Рясовски, а от майчина страна се числи към Тимофееви от дребното руско дворянство. Обучава се в гимназии в Киев и Москва, а висше образование получава между 1916 и 1922 в Московския университет. В последните години на руската монархия Тимофеев-Ресовский открито подкрепя каузата на анархо-социализма на Пьотър Кропоткин. По време на Октомврийската революция влиза за кратко в състава на Червената армия. След войната преподава в Работническия факултет. През този период Тимофеев-Ресовский става научен сътрудник към института по експериментална биология и попада под наставничеството на Сергей Четвериков и Николай Колцов от Московския медико-педагогически институт. Там се запознава и с бъдещата си съпруга Елена Фидлер.

## Предвоенна научна дейност
След само година работа Тимофеев-Ресовский получава положителни научни резултати, според които достига до извод, че единична мутация в генотипа може да предизвика множествени изменения във фенотипа (външния облик) на организма. Резултатите му получават широко одобрение и той е изпратен от народния комисар Н. Семашко за научна работа в Берлинското научно общество в Панков. Там Тимофеев-Ресовский бързо печели авторитет и получава ръководството на отдела по генетика и биофизика в Института за мозъчни изследвания. Има възможност да работи съвместно с бъдещия нобелов лауреат Макс Делбрюк, с когото създават първия биофизичен модел на структурата на ген и предлагат възможности за неговото манипулиране. След 1930 бележитата научноизследователска дейност на Тимофеев-Ресовский продължава и в семинарни групи с Нилс Бор и Борис Ефруси, които са поддържани от Рокфелеровия научен фонд. На тези интердисциплинарни форуми заедно с други физици, химици, цитолози, генетици, биолози и математици се обсъждат фундаменталните концепции и насоки на теоретичната биология. Сталинските чистки през 1937 заварват Тимофеев-Ресовский все още в Берлин и той е посъветван от Колцов да не бърза да се връща у дома, където вече са арестувани тримата му братя, като Борис и Владимир по-късно са разстреляни. Отказът му да се върне в СССР води до задочна присъда в Москва, но това не го прави по-желан в Нацистка Германия. Синът на учения – Дмитрий е арестуван от Гестапо заради членство в антинацистката организация „Берлински комитет на ВКП (б)“ и по-късно умира в концлагер.

## Следвоенна научна дейност
През 1945 Тимофеев-Ресовский остава в Берлин и посреща руските войски в института, където е преназначен от новата администрация. Няколко месеца по-късно е арестуван от НКВД според влязлата в сила присъда и е изпратен по етапен ред в Москва. Въдворен и в Лубянка, където изчаква нова присъда за държавна измяна. През 1947 Тимофеев-Ресовский попада в лагер на ГУЛаг в Урал, където ученият-теоретик е заплашен от гладна смърт. Спасява го научната му слава в радиационната генетика на мутациите – той е преместен в т.нар. „Обект 0211“, Челябинска област, където попада в научния екип, разработващ съветската атомна бомба. През 1955 биологът е напълно оправдан и дори заявява научната си позиция в Писмото на 300-те, довело до отхвърляне на доктрината „Лисенко-Мичурин“. Тимофеев-Ресовский започва преподавателска и експериментална работа в Свердловск, а научна теза успява да защити едва в 1964 след реабилитацията на науката генетика от Леонид Брежнев. През този период е съавтор в изследванията на Лев Гумильов.
В края на кариерата си Тимофеев-Ресовский работи в Медицински радиологичен научен център в Москва. Умира през 1981 и погребан в Обнинск. През 1990 е публикуван романът на Даниил Гранин „Зубър“, в който се разказва за тежкия, но продуктивен творчески път на Николай Тимофеев-Ресовский.

## Научни членства и награди
- Действителен член на Германската академия на естествоизпитателите Леоподина, Хале,  ГДР.
- Почетен член на Американска академия на изкуствата и науките, Бостън,  САЩ[4].
- Почетен член на Италианското общество по експериментална биология,  Италия.
- Почетен член на Менделовото общество в Лунд,  Швеция.
- Почетен член на Британското генетическо общество, Лийдс,  Великобритания.
- Почетен член и член-учредител на Всесъюзното общество на генетиците и селекционерите „Н. И. Вавилов“,  СССР.
- Научен член на Институт Макс Планк  ФРГ.
- Действителен член на Московското дружество на природоизпитателите, Всесъюзното географско дружество и Всесъюзното ботаническо дружество,  СССР.
- Лауреат на наградите:
  - „Ладзаро Спалланцани“ ( Италия),
  - „Дарвинов приз“ ( ГДР),
  - „Менделов приз“ ( ЧССР,  ГДР),
  - „Кимберова премия“ ( САЩ).

## Научни трудове
- Timofeeff-Ressovsky N.W., Zimmer K.G. „Biophysik“. I. Das Trefferprinzip in der Biologie. – Leipzig, Hirzel Verlag, 1947. – 317 s.
- Тимофеев-Ресовский Н. В., Воронцов Н. Н., Яблоков А. В. „Краткий очерк теории эволюции“. – М.: Наука, 1969. 408 с. / 2-е изд. – М.: Наука, 1978.
- Тимофеев-Ресовский Н. В., Иванов Вл. И., Корогодин В. И. „Применение принципа попадания в радиобиологии“. – М.: Атомиздат, 1968.
- Тимофеев-Ресовский Н. В., Яблоков А. В., Глотов Н. В. „Очерк учения о популяции“. – М.: Наука, 1973.
- Тимофеев-Ресовский Н. В., Савич А. В., Шальнов М. И. „Введение в молекулярную радиобиологию“. – М.: Изд-во „Медицина“, 1981.
- Н. В. Тимофеев-Ресовский, „Воспоминания“. – М.: АО Издательская группа „Прогресс“ Пангея, 1995.